# Hvalborg
Hvalborg är en låt av det 
danska pop-rockgruppen Shu-Bi-Dua från albumet Shu-Bi-Dua 3. Låttexten handlar om en uppstoppad val och är inspirerad av en 30 meter lång val av papier-maché som hängde under taket på Köpenhamns zoologiska museum.
Musiken skrevs av år 1976 av  Michael Hardinger. Efter diskussion med Michael Bundesen beslöt man att texten skulle handla om en val, eftersom valfångst var ett aktuellt ämne. Låten var ett fast inslag på Shu-Bi-Duas konserter och det blev efterhand en tradition att kasta mariekex upp på scenen när bandet nådde till andra versens refräng. Här nämns nämligen hur valen matas med "skrotfisk och kex".